# Uromyias agilis
Uromyias agilis е вид птица от семейство Tyrannidae.

## Разпространение
Видът е разпространен във Венецуела, Еквадор и Колумбия.